# Parafia Opieki Matki Bożej w Puchłach
Parafia Opieki Matki Bożej – parafia prawosławna w Puchłach, w dekanacie Narew diecezji warszawsko-bielskiej.
Na terenie parafii funkcjonuje 1 cerkiew i 1 kaplica:
- cerkiew Opieki Matki Bożej w Puchłach – parafialna
- kaplica św. Proroka Eliasza w Socach – filialna

## Historia

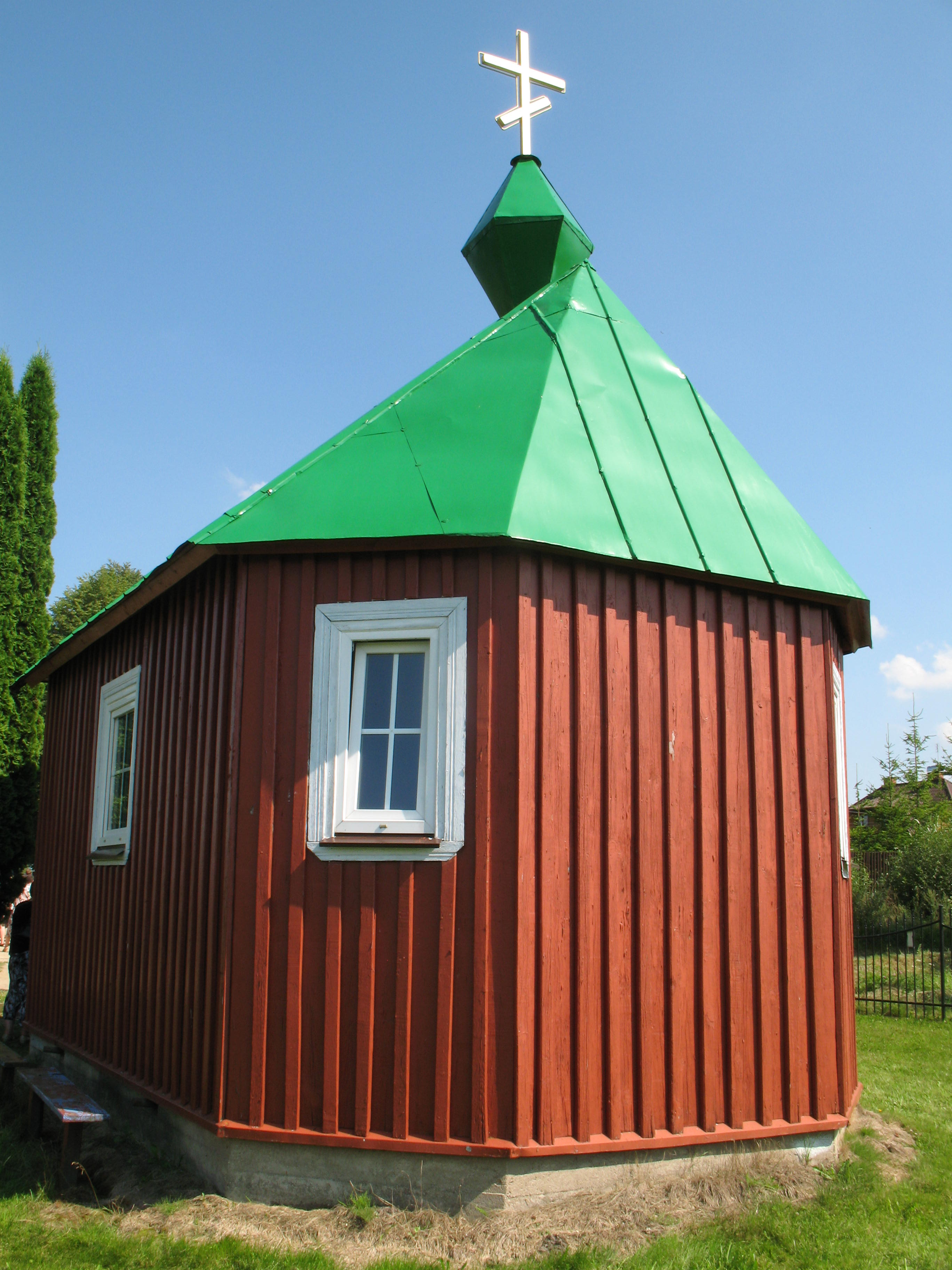
Kaplica św. Proroka Eliasza w Socach

Parafia erygowana została w XV wieku w związku z cudownym objawieniem się ikony Pokrowy (Opieki Matki Bożej). Szczególny kult tej ikony przetrwał w Puchłach do dziś. W XIX wieku parafia stanowiła ważny punkt na mapie oświaty cerkiewnej w Imperium Rosyjskim. We wsiach należących do parafii zakładane były szkoły cerkiewne, zaś w uroczysku Stawok do 1915 działało Seminarium Nauczycielskie im. Świętych Cyryla i Metodego z kursami rolnictwa i rękodzielnictwa. W latach 1913–1918 wzniesiono obecną cerkiew parafialną.
Parafia zawiesiła działalność wskutek wybuchu I wojny światowej i udania się większości ludności prawosławnej na bieżeństwo.
Według Pierwszego Powszechnego Spisu Ludności z 1921 roku cztery wsie, które przed I wojną światową stanowiły parafię, zamieszkiwane były przez 732 osoby, z czego 697 wyznania prawosławnego (czyli ponad 95% wszystkich mieszkańców tych miejscowości). Mimo to, niepodległe władze polskie nie wyraziły zgody na reaktywację parafii etatowej, w związku z czym wiernych przyłączono do parafii w Narwi i parafii w Rybołach.
Parafia odzyskała samodzielność w 1940; liczyła wtedy 1739 wiernych. W okresie po II wojnie światowej nastąpił znaczny spadek liczby parafian, spowodowany migracją do ośrodków miejskich. W 1994 parafia liczyła 573 osoby.

## Miejscowości stanowiące parafię
Obecnie parafię stanowią następujące wsie: Puchły, Soce (gdzie znajduje się pochodząca z początku XX w. i rozbudowana w 1990 kaplica filialna św. Proroka Eliasza), Ciełuszki i Dawidowicze z ogólną liczbą 250 osób.

## Proboszczowie
- – ks. Krupicki
- 1842–1892 – ks. Grzegorz Sosnowski
- – ks. Włodzimierz Drużyłowski
- – ks. Flor Sosnowski
- – ks. Konstanty Florowski
- – ks. Jan Sawicki
- – ks. Jan Wiesiołowski
- – ks. Mikołaj Strokowski
- – ks. Aleksander Bielajew
- – ks. Józef Kowszyk
- – ks. Maksym Sandowicz (syn św. Maksyma Gorlickiego)
- 17.08.1954 – 05.06.1961 – ks. Antoni Wiszenko[2]
- 11.07.1961 – 23.03.1988 – ks. Borys Domaracki
- 11.05.1988 – 11.09.1991 – ks. Jerzy Ackiewicz
- 12.03.1998 – 15.06.1998 – ks. Anatol Jarmocik
- 15.06.1998 – 15.05.2013 – ks. Paweł Łapiński
- 2013 – 04.10.2023[3] – ks. Sławomir Troc
- od 2023 - 2025 – ks. Roman Dubiński[4]
- od 2025 – ks. archimandryta Ignacy (Pytel)[5]